# Ширлі (Нью-Йорк)
Ширлі (англ. Shirley) — переписна місцевість (CDP) в США, в окрузі Саффолк штату Нью-Йорк. Населення — 26 360 осіб (2020).

## Географія
Ширлі розташоване за координатами 40°47′44″ пн. ш. 72°52′25″ зх. д. / 40.79556° пн. ш. 72.87361° зх. д. (40.795503, -72.873566).  За даними Бюро перепису населення США в 2010 році переписна місцевість мала площу 30,79 км², з яких 29,67 км² — суходіл та 1,12 км² — водойми.

## Демографія
Згідно з переписом 2010 року, у переписній місцевості мешкали 27 854 особи в 8353 домогосподарствах у складі 6833 родин. Густота населення становила 905 осіб/км².  Було 9022 помешкання (293/км²).
Расовий склад населення:
| - 81,5 % — білих - 7,2 % — чорних або афроамериканців - 2,6 % — азіатів - 0,4 % — корінних американців - 5,0 % — осіб інших рас |

До двох чи більше рас належало 3,4 %. Частка іспаномовних становила 17,2 % від усіх жителів.
За віковим діапазоном населення розподілялося таким чином: 26,4 % — особи молодші 18 років, 66,4 % — особи у віці 18—64 років, 7,2 % — особи у віці 65 років та старші. Медіана віку мешканця становила 34,7 року. На 100 осіб жіночої статі у переписній місцевості припадало 99,4 чоловіків;  на 100 жінок у віці від 18 років та старших — 97,8 чоловіків також старших 18 років.
Середній дохід на одне домашнє господарство  становив 89 675 доларів США (медіана — 83 569), а середній дохід на одну сім'ю — 94 550 доларів (медіана — 86 945). Медіана доходів становила 48 604 долари для чоловіків та 41 032 долари для жінок. За межею бідності перебувало 9,8 % осіб, у тому числі 14,3 % дітей у віці до 18 років та 10,5 % осіб у віці 65 років та старших.
Цивільне працевлаштоване населення становило 13 021 особа. Основні галузі зайнятості: освіта, охорона здоров'я та соціальна допомога — 22,9 %, роздрібна торгівля — 11,8 %, будівництво — 9,5 %, науковці, спеціалісти, менеджери — 8,9 %.